# Bree Turner
Bree Turner (Palo Alto, Califòrnia, Estats Units, 10 de març de 1977) és una actriu de cinema i televisió estatunidenca.

## Biografia
Turner nasqué a Palo Alto (Califòrnia). El seu pare és ex-jugador de futbol americà, Kevin Turner, que jugà als equips de New York Giants, Washington Redskins, Seattle Seahawks i Cleveland Browns. El 1995 Bree es graduà a l'escola de secundària Monte Vista a Danville, Califòrnia. Posteriorment assistí al King's College de Londres i a la Universitat de Califòrnia a Los Angeles.
El 2008 es casà amb el cirurgià Justin Saliman, i tenen dos fills, Stella Jean (2010) i Dean (2012).

## Carrera
Turner aconseguí el seu primer paper amb diàleg a la pel·lícula Deuce Bigalow: Male Gigolo. El mateix any aparegué a la sèrie d'MTV Undressed. A més protagonitzà diversos anuncis. Participà com a ballarina extra a pel·lícules com El gran Lebowski (1998), She's All That (1999) i Austin Powers: L'espia que em va empaitar. Des d'aleshores aparegué a pel·lícules com Plans de boda (2001), La bruta història de Joe Porc (2001), American Pie 2(2001), Sorority Boys (2012), Bring It On: Again (2004) i Jekyll + Hyde (2006). A la televisió interpretà el paper de la Marjorie a la sèrie Good Girls Don't, i participà en altres sèries, com Sex, Love & Secrets, Masters of Horror, Flirt, etc. El 2009 aparegué amb Katherine Heigl i Gerard Butler a The Ugly Truth.

## Filmografia
| Pel·lícules  | Pel·lícules                                            | Pel·lícules       | Pel·lícules                                    |
| Any          | Pel·lícules                                            | Paper             | Notes                                          |
| ------------ | ------------------------------------------------------ | ----------------- | ---------------------------------------------- |
| 1996         | Dunston Checks In                                      | Jove francesa     |                                                |
| 1997         | La boda del meu millor amic (My Best Friend's Wedding) | Ballarina         |                                                |
| 1998         | El gran Lebowski                                       | Ballarina         |                                                |
| 1999         | Deuce Bigalow: Male Gigolo                             | Allison           |                                                |
| 2000         | Backyard Dogs                                          | Kristy James      |                                                |
| 2001         | Plans de boda                                          | Tracy             |                                                |
| 2002         | Sorority Boys                                          | Tifanny           |                                                |
| 2004         | Bring It On: Again                                     | Tina              |                                                |
| 2006         | Just My Luck                                           | Dana              |                                                |
| 2009         | The Ugly Truth                                         | Joy               |                                                |
| Televisió    |                                                        |                   |                                                |
| Any          | Títol                                                  | Paper             | Notes                                          |
| 1999         | MTV's Undressed Temporada 1                            |                   |                                                |
| 2005         | Masters of Horror                                      | Ellen             | Episodi: "Incident On and Off a Mountain Road" |
| 2005         | Las Vegas                                              | Noia de la neteja | Episodi: "Esperma streapers y homicidio"       |
| 2008         | Ghost Whisperer                                        | Elizabeth         | Episodi: "Ball and Chain"                      |
| 2010         | A Girl's Life                                          | Tiny Mosquito     | Veu                                            |
| 2012-present | Grimm                                                  | Rosalee Calvert   |                                                |
| 2012-present | Wedding Band                                           | Sara              |                                                |